# 宝井琴嶺
宝井 琴嶺（たからい きんれい、1938年10月29日 - ）は、講談協会所属の講談師。本名∶塚田 善子。

## 経歴
1938年10月29日、東京都滝野川区出身。疎開のため青森県黒石市に転居し、黒石高等学校卒業。東京芸術座、山本安英の会、琴鶴修羅場塾などに参加し新劇女優の修業をしていた。
1983年5月、45歳で四代目宝井琴鶴に入門。前座名「琴葉」を名乗る。
1986年6月、二ツ目昇進。
1990年4月、真打昇進。「琴嶺」と改名した。1993年、文化庁芸術祭演芸部門芸術祭賞受賞。

## 芸歴
- 1983年5月 - 四代目宝井琴鶴に入門[1]、「琴葉」を名乗る[1]。
- 1986年6月 - 二ツ目昇進[1]。
- 1990年4月 - 真打昇進[1]、「琴嶺」と改名[1]。

## 受賞歴
- 1993年 - 文化庁芸術祭演芸部門芸術祭賞[1]